# 布雷勒河畔圣日耳曼
布雷勒河畔圣日耳曼（法語：Saint-Germain-sur-Bresle，法語發音：[sɛ̃ ʒɛʁmɛ̃ syʁ bʁɛl]）是法国上法蘭西大區索姆省的一个市镇，属于亚眠区。

## 地理
布雷勒河畔圣日耳曼（49°49'50"N, 1°43'59"E）面积8.69 平方千米，位于法国上法蘭西大區索姆省，该省份为法国北部沿海省份，北起加来海峡省和北部省，西接滨海塞纳省和大西洋英吉利海峡，南至瓦兹省，东临埃纳省。
与布雷勒河畔圣日耳曼接壤的市镇（或旧市镇、城区）包括：埃勒库尔、布雷勒河畔旧鲁昂、新博康、旧博康、拉弗雷吉蒙圣马丹、讷维尔科普格勒。
布雷勒河畔圣日耳曼的时区为UTC+01:00、UTC+02:00（夏令时）。

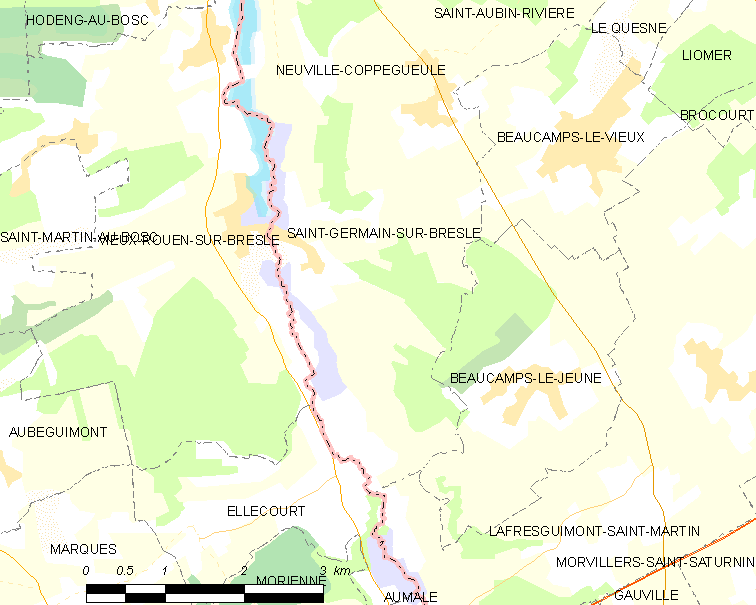
布雷勒河畔圣日耳曼的OSM定位图

## 行政
布雷勒河畔圣日耳曼的邮政编码为80430，INSEE市镇编码为80703。

## 政治
布雷勒河畔圣日耳曼所属的省级选区为皮卡第地区普瓦县。

## 人口

1962-2008年间布雷勒河畔圣日耳曼人口变化图示

布雷勒河畔圣日耳曼于2022年1月1日时的人口数量为219人。